# A Gyöngy-folyó deltájának városintegrációja

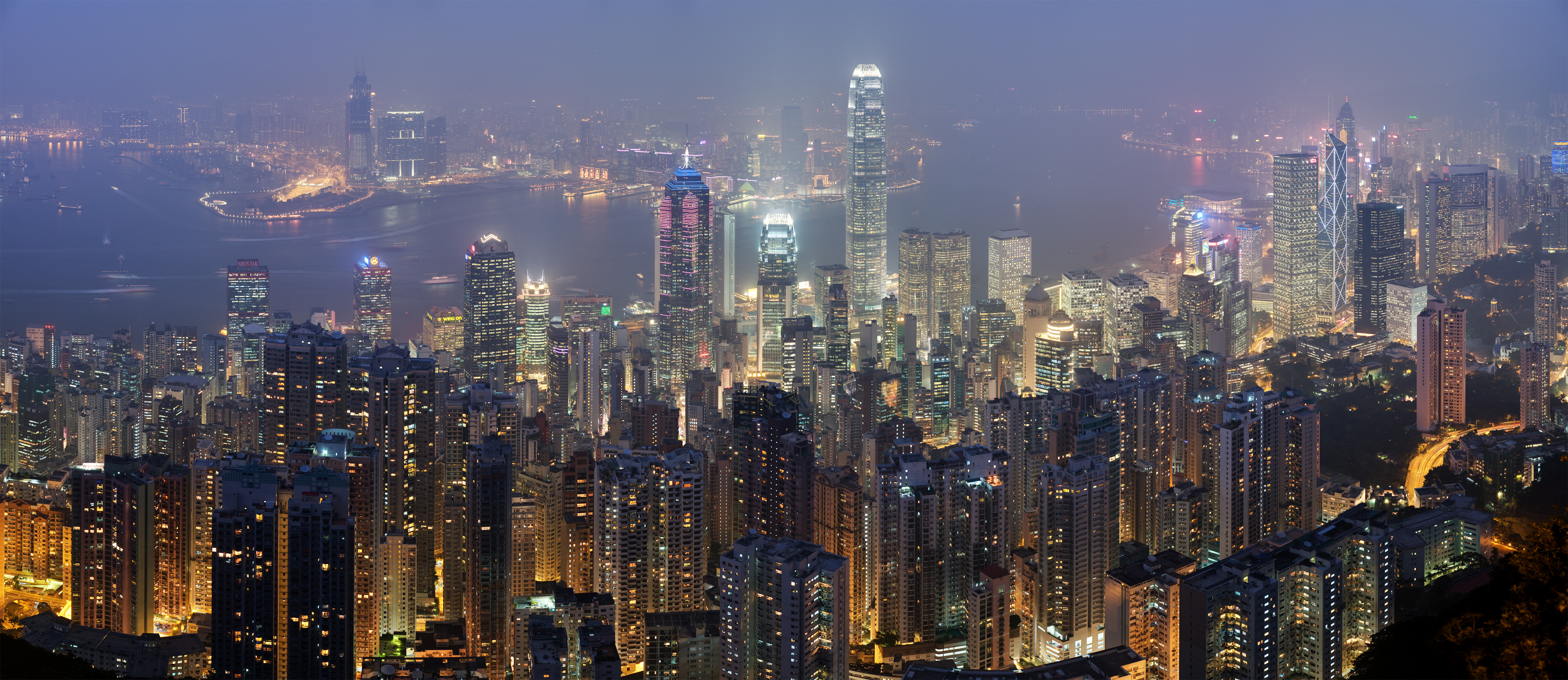
Hongkong éjszakai látképe 2007-ben

A Gyöngy-folyó Kína déli területének legjelentősebb vízfolyása, ami a Dél-kínai-tengerbe torkollik. A deltatorkolat megközelítőleg 7500 km² kiterjedésű. A hatalmas területen található várostömörülés az ország egyik gazdasági központjává fejlődött az elmúlt évtizedekben, köszönhetően az 1970-es végén elinduló reform és nyitás politikájának. A régió gazdasági jelentőségét mutatja, hogy lakossága mindössze 5%-a Kína teljes lakosságának, de az ország gazdasági teljesítményének több mint 10%-át produkálja. A Gyöngy-folyó deltájában fekvő ipari központot 11 város alkotja: Hongkong, Kanton, Makaó (Aomen), Sencsen, Csuhaj, Tungkuan, Fosan, Csungsan, Csaocsing, Csiangmen és Hujcsou.

## A térség gazdasági jelentősége
Az 1978-ban Deng Xiaoping által meghirdetett reformok úttörőjeként és a Kínai Népköztársaság fontos gazdasági központjaként a Gyöngy-folyó deltája vezető szerepet, stratégiai státuszt képviselt a társadalmi, gazdasági fejlesztésekben és a „nyitás” megvalósulásában. Az elmúlt több mint 40 évben a térség „kísérleti” szereplőként vett részt a piacorientált reformok megvalósulásában, korai szakaszban kialakította a szocialista piacgazdaság kereteit, ennek hatására az ország egyik legjelentősebb kereskedelmi régiójává vált, a legkiterjedtebb piaci rendszerrel. Az exportorientált ipar kialakulásához hozzájárult a kedvező földrajzi elhelyezkedés is.
A régió a világ egyik legsikeresebb gazdasága, az elmúlt évtizedben átlagosan 12%-kal nőtt a GDP-je, ami jelenleg több mint 1 200 milliárd USD. Globális kereskedelmi szereplőként ezt a teljesítményt csak az Egyesült Államok és Németország tudta felülmúlni.
A Gyöngy-folyó deltája a 3 fő part menti gazdasági centrum közül a legdélebbi. A középső a Jangce folyó deltája, idetartozik Sanghaj is. A régiót 130 millióan lakják, és 2000 milliárd USD GDP-t termelnek. A legészakibb centrum a Peking–Tiencsin–Bohai agglomeráció, ahol 10 városban 100 millió lakos él, és 1300 USD GDP-vel rendelkeznek.
A delta jelenlegi gazdasági helyzete a külföldi működőtőke (FDI) áramlásának is köszönhető. 2014-re a külföldi tőke kihasználtsága elérte a 24,9 milliárd USD-t. Az ipar fejlettségét mutatja, hogy Kanton mára egyike a 3 legnagyobb autóipari gyártónak Kínában, mindemellett könnyűiparban is élen jár a régió, például a játékgyártásban meghaladja a világ termelési értékének 60%-át.
A terület elhelyezkedése rendkívül előnyös, aminek köszönhetően 3 is itt található földünk legforgalmasabb kikötői közül. Sencsen a 3., Hongkong az 5. és Kanton a 7. legforgalmasabb kereskedelmi kikötő a világon. A régióban 6 repülőtér található, kiemelkedő például hongkongi vagy a kantoni. A szárazföldi közlekedésre vonatkozó tervek teljes megvalósulásakor az utazási idő maximum egy óra lesz egyik városból a másikba a 11 város között.

## A delta városai
Hongkong (Xianggang): Hongkong egy 263 szigetből álló városállam, ami sokáig brit gyarmat volt. 1997. július elsején csatolták vissza a Kínai Népköztársasághoz, jelenleg Kínán belül különleges közigazgatási területnek számít, ahogy Makaó is. Kína ígéretet tett Hongkong számára, hogy nem erőlteti rá a szocialista gazdasági rendszert, Hongkong tehát megtarthatta a korábbi gazdasági szerkezetét. Az így létrejött formulát „egy ország, két rendszer”-nek nevezik. Területe 1108 km² nagyságú, ami Washington DC területének hatszorosa. A népessége 7 213 338 fő, népsűrűsége 6510 fő/km². Hongkong a világ egyik pénzügyi központja, mellette világszínvonalú szolgáltatásokkal rendelkezik, illetve fontos felsőoktatási központ. Az egy főre jutó GDP értéke 43 742 USD/fő.
Kanton (Guangzhou): Kanton Kuangtung tartomány fővárosa, egyike a Kínai Népköztársaság által kiválasztott 9 városnak (National Central City), amelyeknek vezető szerepe van a gazdasági, politikai és kulturális feladatkörökben. A település területet 7434 km², lakossága 14 904 400 fő, népsűrűsége pedig 2005 fő/km². Az egy főre jutó GDP 23 963 USD/fő. Gazdaságára leginkább az ipar különböző fajtái jellemzőek, de a szolgáltató szektor is egyre nagyobb jelentőségűvé válik.
Makaó (Aomen): Makaó 1999. december 20-ig portugál gyarmat volt, napjainkban Kína különleges közigazgatási területének számít. A Kínai Népköztársaság Hongkong mellett Makaónak is magas szintű önállóságot garantált az újraegyesítéskor. Bevételeinek jelentős részét a turizmusból és a szerencsejátékból szerzi, gyakran hasonlítják Las Vegas-hoz. Nyitott gazdaságpolitikát folytat, adómértéke nagyon alacsonynak számít a régión belül. Területe 28,2 km², népessége 606 340 fő. Népsűrűsége 21 501 fő/km². Az egy főre jutó GDP értéke 69 370 USD/fő.
Sencsen (Shenzen): Sencsen Hongkongtól északra található egykori halászfalu, ami gazdasági sikereinek köszönhetően mára a világ egyik leggyorsabban fejlődő városa.  Az 1980-ban, a Különleges Gazdasági Övezetek (SEZ) létrejöttekor Sencsen az elsők között vált a kezdeményezés részévé. Később a város kénytelen volt ismét stratégiát váltani, amit sikeresen meg is valósított és technológiai, innovációs központtá vált. Sencsen olyan nagy cégeknek ad otthont, mint a Huawei vagy a ZTE. A város területe 2007 km², a lakossága 11 900 000 fő, a népsűrűsége 5929 fő/km². Az egy lakosra jutú GDP értéke 25 206 USD/fő-nek felel meg.
Csuhaj (Zhuhai): Csuhaj a Gyöngy-folyó deltájának délnyugati részén fekszik, a Dél-kínai tenger partján. Része volt a Különleges Gazdasági Övezeteknek az 1980-as évektől, aminek hatására jelentős kikötővárossá és oktatási központtá vált.  Földrajzi elhelyezkedésének köszönhetően népszerű turisztikai célpont, főként az országon belül. 2014-ben Kína legélhetőbb városává választották. Zhuhai területe 1 696 km² nagyságú, lakossága pedig 1 680 000 fő. Népsűrűsége: 990 fő/km². Az egy lakosra jutó GDP értéke 19 523 USD/fő. A város gazdasági teljesítményében további növekedés várható a Hongkong–Zhuhai–Makaó-híd megnyitásának eredményeként.
Dongguan: Tungkuan Guangdong tartomány középső részén és a Gyöngy-folyó deltája várostömörülésének keleti oldalán helyezkedik el. A város gazdaságának pillére az elektronikai és információs technológiai ipar, mellette kiemelkedő még a textil-, ruházat-, cipő-, élelmiszeripar és italgyártás, illetve a papírgyártás is jelentős. Dongguanban a csúcstechnológiával készülő termékek gyártása is egyre inkább megjelenik. A város területe 2 460 km², ahol 8 343 000 lakos él. A település népsűrűsége 3391 fő/km². A GDP egy lakosra eső értéke: 11 878 USD/fő.
Foshan: Fosan Kantontól nyugatra található, a városintegráció középső részén. Gazdasági szerkezetére leginkább az ipar jellemző, ezen belül főként olyan iparágakban erős, mint a gépgyártás, háztartási gépek készítése, kerámiaipar, építőanyag gyártás, fémfeldolgozás, textilipar és vegyianyag-, illetve gyógyszergyártás. A település feltörekvő szektorai között megtalálható többek között az optoelektronika és a környezetbarát új anyagok gyártása is. Foshan egykor a halról és a rizstermelésről volt híres, de ma már nagyon modern mezőgazdasági, kertészeti és halgazdálkodási rendszer alakult ki, köszönhetően annak, hogy a város az elsők között szerepelt az mezőgazdaság iparosítási reformjában. Területe 3 798 km², a lakosságát pedig 7 657 000 fő alkotja. Népsűrűsége: 2 016 fő/km². Egy főre jutó GDP: 16 374 USD/fő.
Zhongshan: Csungsan Hongkonggal szemben és Makaó mellett fekszik, üdülővárosként is funkcionál. Ennek köszönhetően egyre jelentősebb a yachtipar Zhongshanban, de a fő iparágak továbbra is a háztartási gépgyártás, ruhaipar és a bútorgyártás. A város területe 1784 km², népessége 3 260 000 fő. Népsűrűsége: 1827 fő/km². Egy főre jutó GDP: 14 233 USD/fő.
Zhaoqing: Csaocsing a Gyöngy-folyó deltájának városai közül a legészakibb fekvésű, kiemelkedő természeti és kulturális értékekkel rendelkezik, Kína első természetvédelmi területe is a város közelében létesült. Az „arany hazájának” is nevezik Guangdong tartományban, a közelében lévő aranybányák miatt. Ma is jelentős még a mezőgazdaság, a GDP 14,8%-a növénytermesztésből és állattenyésztésből származik. Területe 14 891 km², lakossága 4 115 000 fő. Népsűrűsége: 276 fő/km². Az egy főre jutó GDP értéke: 7339 USD/fő.
Jiangmen: A Gyöngy-folyó deltájának nyugati részén fekszik. A város új iparágai közé tartozik a környezetbarát háztartási gépek gyártása és megújuló anyagok kutatása. Jiangmen klasszikus ipari ágazatai a textilgyártás, hajógyártás és a papíripar. A területe 9507 km², a népességének száma 4 562 000 fő. Csiangmen népsűrűsége: 480 fő/km². Egy főre jutó GDP: 7628 USD/fő.
Huizhou: Hujcsou a delta keleti részén található, a városintegráció második legnagyobb területű települése. Bőséges turisztikai lehetőségekkel és jó életkörülményekkel rendelkező térség.  Az erdővel borított területek nagysága 62,4 %. A város húzó ipari ágazatai az elektronikai ipar és a petrolkéma. Területe 11 347 km². A népessége 4 777 000 fő, népsűrűsége 421 fő/km². Egy lakosra jutó GDP értéke: 10 362 USD/fő.

## A Gyöngy-folyó deltája mint megaváros
Bizonyos nézetek szerint már most a világ legnagyobb megavárosa a 9 kínai nagyváros Hongkonggal és Makaóval kiegészülve a Gyöngy-folyó deltájában. A Deng Xiaoping piaci reformjait követő 20 évben a régió GDP-je több mint tízszeresére nőtt és elkezdődött a nagyszabású infrastrukturális projektek által támogatott urbanizáció. A térség nagymértékű emelkedéséhez számos tényező hozzájárult: a rendelkezésre álló hatalmas munkaerő, Hongkong, mint pénzügyi központ közelsége, világszínvonalú tengeri kikötő, olcsó és nagy mennyiségű földterület, illetve gyenge szabályozási rendszer az egyre több új vállalat számára.
Jelenleg az öböl területének fejlesztése kulcsfontosságú stratégia lépés a Kínai Népköztársaság számára. A térségnek a gazdasági jelentősége mellett kimagasló szerepe van az innovációban és a „nyitottabb” gazdasági rendszer kiépítésében. Mindezek elősegítéséhez Kína fontos lépésnek tartja a Guangdong tartomány, Makaó és Hongkong közötti kapcsolat további mélyítését. Ennek érdekében 2017. július 1-jén Hszi Csin-ping kínai elnök, a Nemzeti Fejlesztési és Reform Bizottság, Guangdong, Hongkong és Makaó kormányai aláírták a Guangdong tartomány–Hongkong–Makaó együttműködéséről szóló megállapodást. 2019. február 18-án ismét egy jelentős mérföldkőhöz érkeztek és szignifikálták a Guangdong–Hongkong–Makaó Fejlesztési Tervet (Outline Development Plan for the Guangdong – Hong Kong – Macao Greater Bay Area.), ami leginkább az új lehetőségek megteremtésére fókuszál, főként a fiatal generáció számára
A régión belüli szoros kapcsolat kialakulásához elengedhetetlenek voltak az infrastrukturális fejlesztések, főként a közlekedés fejlesztése. Az első nagyobb beruházás a vasútvonalak kiépítésére irányult (HSR – High Speed Rail), aminek célja a területek összekapcsolása volt a Guangzhou–Shenzen–Hongkong Express Rail Link nevű fontos vasútvonallal. Az útvonalat 2018-ban adták át. A vasúti projekteknek köszönhetően a Sencsen–Hongkong távolság 15 percre csökkent.
Szintén 2018-ban, október 24-én adták át a Hongkong–Zhuhai–Makaó-hidat, amit sokan mérnöki csodának tartanak, és egyben a világ leghosszabb tengeri átkelője is. A híd felépülésével tovább csökkentek a városok közötti távolságok, például a Hongkong–Csuhaj út megtétele egykor 4 órába került, a híd segítségével körülbelül a negyedére csökkent.

## Hongkong–Csuhaj–Makaó-híd

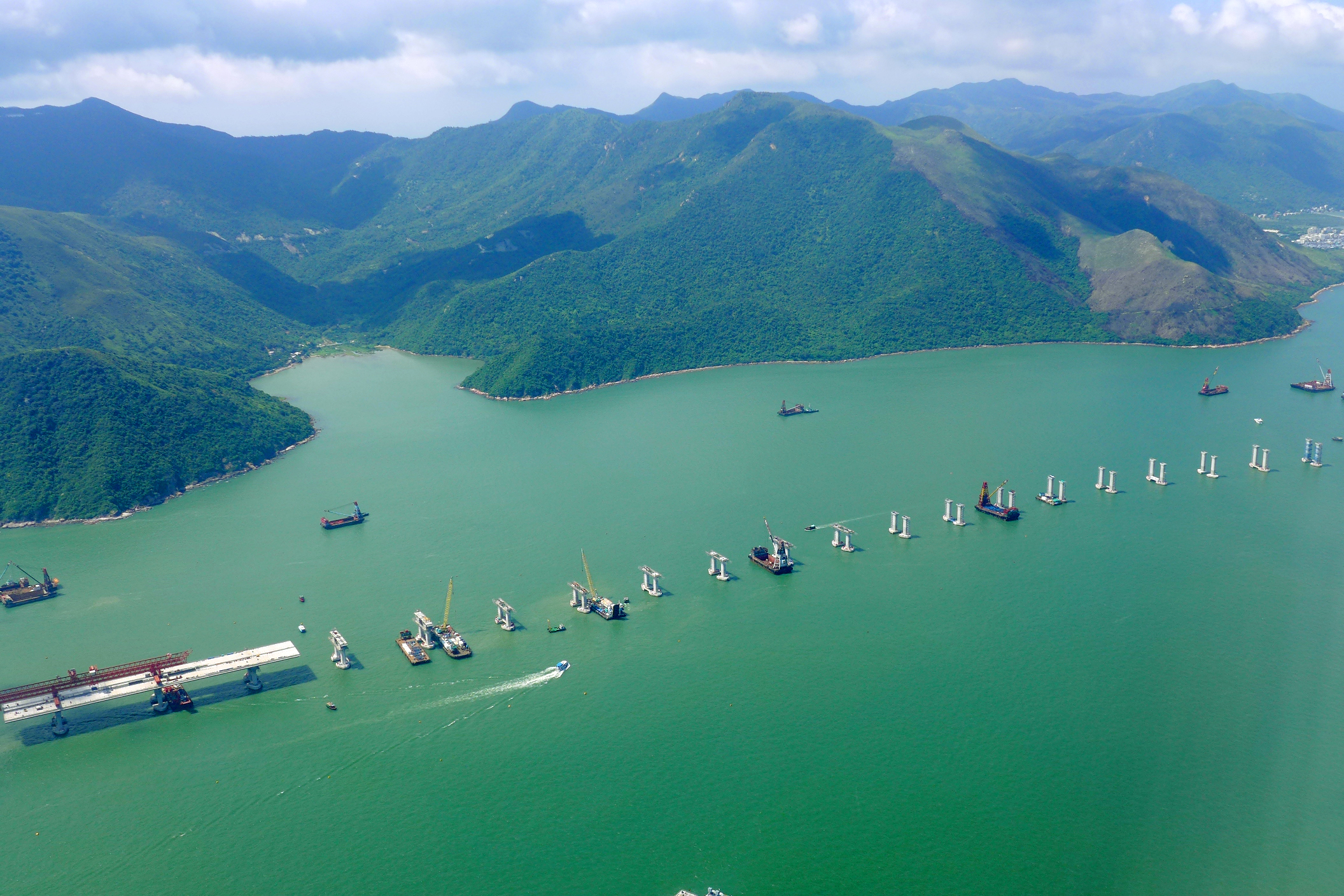
Hongkong-Csuhaj-Makaó híd építés közben

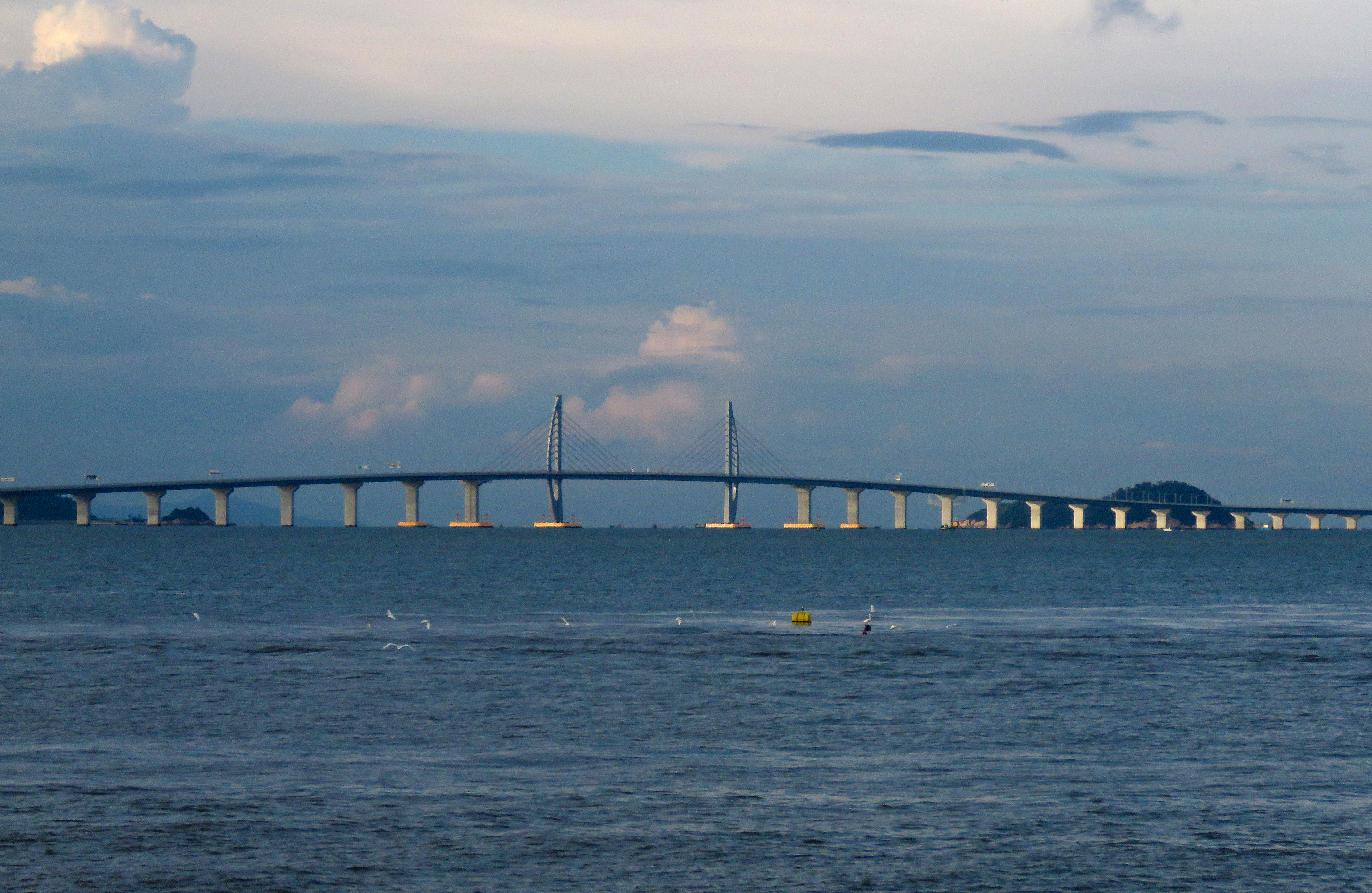
Hongkong-Csuhaj-Makaó híd

A Hongkong–Csuhaj–Makaó-híd egy 55 kilométer hosszú közúti híd Kínában, amely a Gyöngy-folyó deltatorkolata körül elhelyezkedő három fő várost köti össze. Három ferdekábeles híd, egy tenger alatti alagút és négy mesterséges sziget alkotja a létesítményt. A híd fő része 30 km hosszúságú, amin belül a csatorna 7 km hosszan húzódik a tengerben. A fő híd kiegészül még a 12 km-es hongkongi bekötőúttal és a 13 km-es csuhaji bekötőúttal. Hongkong és Csuhaj városai légvonalban igen közel helyezkednek el egymáshoz, azonban a Gyöngy-folyó deltatorkolata hosszú évszázadokon át komoly elválasztóvonal volt a két város között, gátat szabva a hatékonyabb gazdasági együttműködésnek.
Az ország két különleges közigazgatási területének – Hongkong és Makaó –, valamint Kanton tartomány egyik prefektúraszintű városának, Csuhajnak a közúti összekötése már a 2000-es évek elején felvetődött a kínai vezetés részéről. Végül 2008-ban született meg az első megállapodás a költségek elosztásáról, melyet 2009-ben felülírtak: a költségek 22 százalékát fedezi Kína, Makaó és Hongkong kormányzata, míg a fennmaradó 78 százalékot a Bank of China vezetésével egy bankcsoport biztosítja hitel formájában.
A híd építése 2009-ben kezdődött meg, az átadás eredeti időpontja 2016-ra esett volna, de a folyamatos csúszások miatt a határidő kitolódott. A hidat végül 2018. október 24-én adták át a forgalomnak, ezzel a korábban csak kerülővel megtehető, körülbelül négyórás Hongkong–Csuhaj távolság kevesebb, mint egy órára csökkent.
A híd megvalósítása során több nagy probléma is fellépett. Az építkezés közben kiderült, hogy a híd tenger alatti szakaszához szükséges sziget elmozdult, ami állítólag nagy időbeli csúszást eredményezett. Az első információk 20 méternyire sodródásról szóltak, de a szakaszért felelős részleg 7 méternyi elmozdulást ismert el.
Az időbeli csúszás mellett anyagilag is jóval többe került a tengeri átkelő megépítése a vártnál. Hongkongi dollárban számítva 11,7 milliárd $-ral, 26%-kal lépték túl a költségkeretet a 2017-es adatok szerint.
Egy hongkongi ipari balesetek áldozataiért tevékenykedő szövetség (Association for the Rights of Industrial Accident Victims) szerint a munkálatok folyamán 2010 óta több mint 600 ember sérült meg és 10 halálos áldozat volt. Ez a tény nem egyezik a Hongkongi kormány és a híd hatósági felügyelete által benyújtott jelentéssel, ugyanis ott 9 halálos áldozatról számolnak be és nincs szó az írásban sérültekről.
A különböző társadalmi problémák mellett nem lehet eltekinteni a projekt környezeti hatásairól sem. A tengerkutatók szerint a kínai fehér delfinek száma az elmúlt néhány évben 25-ről 10-re csökkent a Lantau-tól északra lévő vizeken, a csökkenés okaként pedig a Hongkong–Csuhaj–Makaó-híd építését nevezték meg. A Hongkongi Mezőgazdasági, Halászati és Védelmi Minisztérium (AFCD - Agriculture, Fisheries and Conservation Department) jelentése szerint 2015 áprilisa és 2016 márciusa között a hongkongi vizek fehér delfineinek száma is jelentősen csökkent.

## A Gyöngy-folyó deltájának környezetvédelmi problémái
Kína északkeleti részén gyakori a súlyos légszennyezés télen, az ország déli részein viszont tisztább a levegő. A melegebb éghajlatnak köszönhetően nincs szükség annyi tüzelőanyag elégetésére, mint az északi területeken. Viszont az uralkodó szelek hajlamosak szennyezőanyagot szétszórni a nagyvárosokból, mint Hongkong, Sencsen vagy Kanton. Időnként a helyzet a déli régiókban is súlyosra fordul. 2018-ban a hosszan fújó egyirányú szélnek köszönhetően olyan szennyezés képződött a Gyöngy-folyó deltájában, hogy a helyi hatóságok azt tanácsolták a helyieknek, hogy maradjanak inkább otthon.
2017-ig Guangdong tartomány egyike volt a keveseknek, akik tartani tudták Kína levegőminőségi szabályozásait. A jobb levegőminőség érdekében 2018-ban Guangdong elkészített egy iránymutató tervezetet, ami a Gyöngy-folyó deltájának területén új ipari mennyiségi szabályozást tartalmaz több vállalat számára. A Guangdong Környezetvédelmi Iroda (Guangdong Environmental Protection Bureau) szerint a korlátozások főként az olyan vállalatokra vonatkoznak, mint a szénerőművek, acél-, vas- és üvegiparral, kőolaj finomítással és petrolkémiával foglalkozó cégek. A szabályozás fő célja a 2,5 mikronnál kisebb koncentrációk kiszűrése, ugyanis ez képes behatolni az emberi tüdőbe, ezáltal különösen veszélyes.
A régió gyors gazdasági növekedésével nem tartott lépést a környezetvédelem fejlesztése, ennek következtében a Gyöngy-folyó, ami Kína 3. legnagyobb vízfolyása nagyon szennyezett lett. Sok mellékfolyójával még nagyobb a probléma, vízminőségük nem éri el a legalacsonyabb nemzeti felszíni vízminőségi szabványt sem. A Világbank (The World Bank) támogatásával Guangdong tartomány kormánya megtette az első lépéseket a Gyöngy-folyó deltájának megtisztítására. 2004-ben, a projekt első fázisában a tartomány fővárosában, Kantonban valósítottak meg szennyvíztisztító beruházásokat, majd 2007-ben kiterjesztették a projektet Fosan és Csiangmen városára is, amik együtt a szennyezések 15%-ért felelősek. A terület vízrendszere Kelet-Ázsia egyik legszennyezettebb pontja, ezért a projektsorozatnak különösen nagy jelentősége volt, illetve további segédprogramok zajlanak a folyó megtisztítása érdekében.
A Greenpeace 2010-ben készült feltáró nyomozásából kiderül, hogy a Gyöngy-folyó nem csak súlyosan szennyezett, de mérgező és veszélyes vegyi anyagokat is tartalmaz egyrészt a környezetre, másrészt az emberi egészségre is. A csoport nagy mennyiségben talált berilliumot, ami tüdőbetegséget okoz, mangánt és brómozott vegyületek a mintavétel során.

## Lásd még
- A Gyöngy-folyó-delta metropolisztérség intercity vasúti rendszere